# Escuela Politécnica Superior del Ejército
La Escuela Politécnica Superior del Ejército es una academia militar española perteneciente al Ejército de Tierra.

## Historia
La Escuela se crea en el año 1940 por la misma Ley que obliga a la creación del Cuerpo Técnico del Ejército. Desde entonces y hasta 1951 la función de la Escuela se basa en la oferta de cursos y otorgamiento de diplomaturas de las materias específicas y los títulos de ingeniero de armamento y de construcción.
A partir del año 1951 y hasta el año 1964, la ESPOL pone en práctica lo que llaman "carrera en bloque", basada en la idea de la no necesidad de mantener oficiales excesivamente cualificados en campos muy concretos sino tener oficiales cualificados ampliamente en temas más generales. Por tanto, en este periodo la escuela se dedica en exclusiva a la titulación de Ingenieros de Armamento y Construcción.
Desde el año 1964 la normativa otorga más autogobierno a las escuelas militares y permiten que estas redacten sus propias normativas y ofertas de grado, lo que conllevará a que la ESPOL quede en un punto intermedio entre su primer y su segundo modelo que sigue vigente a día de hoy y está regulado legalmente por el Ministerio de Defensa.

## Función
La función principal de la ESPOL es la formación (básica, de perfeccionamiento y hasta nivel doctorado) de los miembros del Cuerpo de Ingenieros Politécnicos del Ejército, de la Escala Técnica (especialidades fundamentales: Telecomunicaciones y Electrónica, Mecánica, Construcción y Electricidad) y la Escala de Oficiales (especialidades fundamentales: Telecomunicaciones y Electrónica, Armamento y Material, Construcción y Electricidad).
Es un centro reconocido por ANECA para impartir la formación contemplada en los planes de estudio conducentes a la obtención de los títulos oficiales de máster que habiliten para el ejercicio de las profesiones reguladas de Ingeniero de Armamento y Material e Ingeniero de Construcción y Electricidad.
Adicionalmente se ofrecen cursos específicos que no están ligados a titulaciones regladas (como en el caso anterior), se albergan reuniones y conferencias relacionadas con la ingeniería para el ámbito de la Defensa, y sirve de repositorio central y punto de contacto del conocimiento técnico del Cuerpo.
Por último, cuenta con un servicio de publicaciones que editó la revista Palas y Minerva durante unos años artículos técnicos elaborados por profesores y alumnos.